# Aaron Schoenfeld
Aaron Schoenfeld (Knoxville, Tennessee, Estados Unidos, 17 de abril de 1990) es un futbolista estadounidense nacionalizado israelí. Juega como delantero.

## Clubes
| Club                        | País           | Año       |
| --------------------------- | -------------- | --------- |
| Portland Phoenix FC         | Estados Unidos | 2011      |
| Columbus Crew S. C.         | Estados Unidos | 2012-2015 |
| Dayton Dutch Lions (cedido) | Estados Unidos | 2014      |
| Maccabi Netanya             | Israel         | 2016      |
| Hapoel Tel Aviv F. C.       | Israel         | 2016-2017 |
| Maccabi Tel Aviv F. C.      | Israel         | 2017-2020 |
| Minnesota United FC         | Estados Unidos | 2020      |
| Austin FC                   | Estados Unidos | 2021-2022 |

## Palmarés

### Títulos nacionales
| Título                 | Club             | País   | Año  |
| ---------------------- | ---------------- | ------ | ---- |
| Copa Toto Al           | Maccabi Tel Aviv | Israel | 2018 |
| Copa Toto Al           | Maccabi Tel Aviv | Israel | 2019 |
| Liga Premier de Israel | Maccabi Tel Aviv | Israel | 2019 |